# Justin Cronin

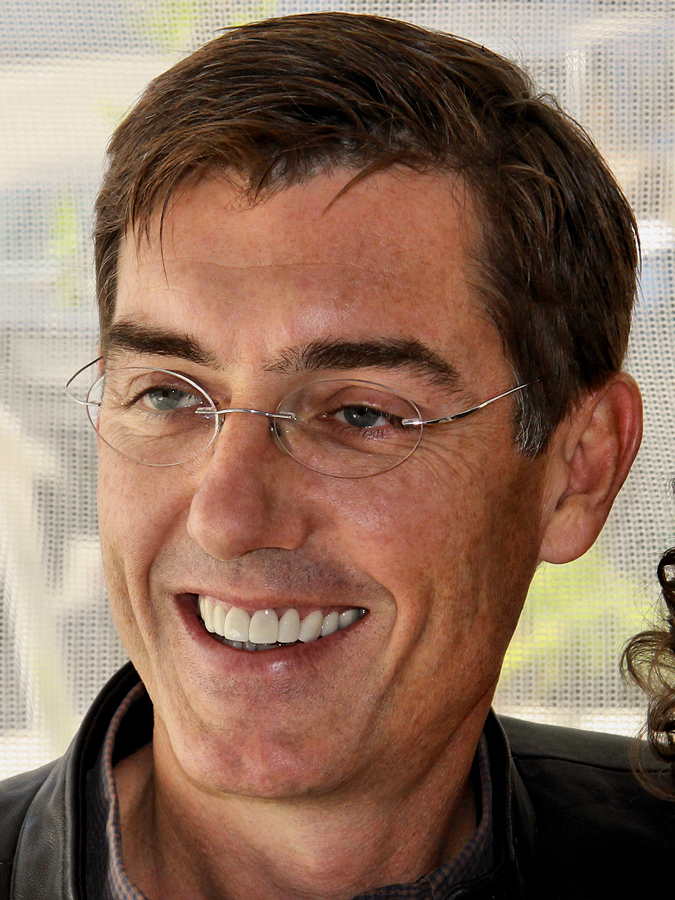
Justin Cronin

Justin Cronin (1962) is een Amerikaanse auteur. Hij won onder andere voor zijn fictie de PEN/Hemingway Award, de Stephen Crane Prize en de Whiting Writer's Award.
Cronin werd geboren in New England en studeerde af aan de Harvard-universiteit en de Iowa Writers' Workshop. Hij heeft creatief schrijven geleerd en was de 'author in residence' aan de La Salle University in Philadelphia, PA van 1992 tot 2005. Hij was professor in de Engelse taal aan de Rice University. 
Cronin werkt aan een trilogie over een post-apocalyptische vampier, waarvoor hij een contract afsloot ten bedrage van 3,75 miljoen dollar. Het eerste deel, The Passage, werd uitgegeven in juni 2010 en behaalde gunstige recensies. Eerder rapporteerde de New York Times dat Fox 2000 de filmrechten van het eerste boek in de trilogie voor 1,75 miljoen dollar had gekocht. Het is bekend dat de film geregisseerd zal worden door Ridley Scott. Samen met Fox 2000 boden nog drie andere studio's voor de rechten: Universal, Warner Brothers en Sony, maar dit bedrag bedroeg rond de 1,25 miljoen dollar.
Cronin heeft een vrouw en kinderen.